# روب رينولدز
روب رينولدز (بالإنجليزية: Rob Reynolds)‏ هو مغن مؤلف بريطاني، ولد في 5 ديسمبر 1967 في بورتسموث في المملكة المتحدة.

## وصلات خارجية
- الموقع الرسمي